# Гарагай

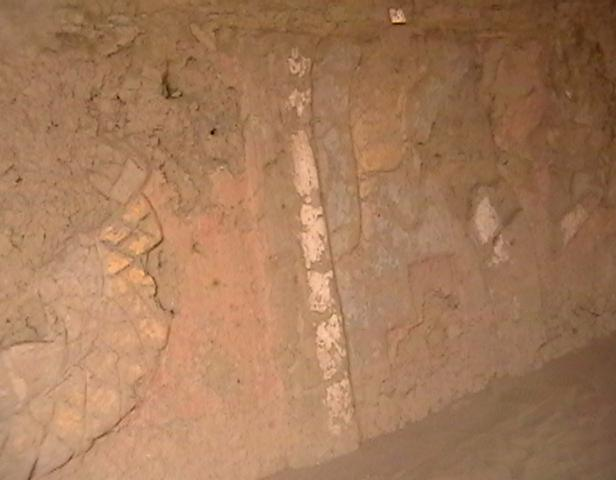
Полихромные рельефные фризы — отличительная черта Гарагайского храма.

Гарагай, Garagay — археологический памятник Чавинской культуры. Находится в долине реки Римак, Перу, округ Сан-Мартин-де-Поррес, в городской зоне Лимы, в зоне, известной как «Urbanización El Pacífico», у перекрёстка улиц Анхелика-Гамарра (Angélica Gamarra) и Университария (Universitaria).
Раскопками и изучением Гарагая занимался в основном археолог Роджер Равинес в 1975.

## Состояние
Сохранность памятника представляет собой проблему из-за недостаточного внимания властей, воздействия климатических условий и отдельных варваров. В недавние времена здесь была расположена фабрика по производству кирпичей, позднее древнее здание служило основанием для башни высокого напряжения. 12 августа 1985 года в археологическую зону ворвались 850 бедных семей, которые основали там временные жилища, со временем превратившиеся в постоянные. При этом памятник подвергся разграблению. Усилия Перуанского института по их выселению не принесли результатов.

## П-образный храм
Памятник образован тремя крупными сооружениями, расположенными в виде буквы П вокруг большой площади. «Буква П» открыта по направлению к северо-востоку. Подобная планировка здания была характерна для центрального побережья Перу в эпоху формационного периода (2-е тыс. до н. э.). Внутри корпуса центрального храма расположено меньшее здание с рельефами на глине. Рисунки-рельефы изображают людей и животных. На основании этих рельефов выдвинута гипотеза о принадлежности Гарагая к Чавинской культуре.